# Tovomita obscura
Tovomita obscura är en tvåhjärtbladig växtart som beskrevs av Noel Yvri Sandwith. Tovomita obscura ingår i släktet Tovomita och familjen Clusiaceae. Inga underarter finns listade i Catalogue of Life.